# 9. Volksgrenadier Division
A 9. Volksgrenadier Division foi uma divisão da Alemanha na Segunda Guerra Mundial formada a partir da 9ª Divisão de Infantaria.

## Linhagem
- Wehrgauleitung Kassel[1]
- Infanterieführer V
- 9ª Divisão de Infantaria
- 9.Volksgrenadier Division

## História
O 9.Volksgrenadier Division foi formado em outubro de 1944, a partir da Schatten Division Dennewitz e dos poucos soldados que restaram do 9ª Divisão de Infantaria.
Como parte do 7.Armee, o 9.Volksgrenadier Division participou da fracassada ofensiva em Ardennes, dezembro de 1944, fortemente empenhadas na luta contra as forças americanas em Luxemburgo e, em seguida, no sul da Alemanha.
Em abril de 1945, a dizimada 9.Volksgrenadier Division consistia-se apenas do comandante da Divisão e seu QG a quem apoiou o também esgotado 352. Volksgrenadier Division como parte de XIII.SS-Armeekorps.
O último homem da 9. Volksgrenadier Division se entregou aos norte-americanos em Nuremberg no dia 30 de abril de 1945.

## Comandantes
Generalmajor Werner Kolb (1 Nov 1944 - 8 Mai 1945)

## Área de operações
Ardennes, Luxemburgo e Alemanha (Nov 1944 - mai 1945)

## Organização
1945
- Divisão de Granadeiros 36
- Divisão de Granadeiros 57
- Divisão de Granadeiros 116
- Regimento de Artilharia 9
- 9ª Divisão de apoio a unidades

## Serviço de guerra
| Datas           | Corpo       | Exército | Divisão do Exército | Área                |
| --------------- | ----------- | -------- | ------------------- | ------------------- |
| Nov 44 - Dez 44 | BdE Esbjerg |          |                     | Esbjerg (Dinamarca) |
| Jan 45 - Fev 45 | LIII        | 7. Armee | B                   | Oeste de Ardennen   |
| Mar 45          | XIII        | 7. Armee | B                   | Oeste de Trier      |
| Abr 45          | XIII. SS    | 1. Armee | G                   | Oeste de Franken    |